# El Rosario kommun, Comayagua
El Rosario är en kommun i Honduras.   Den ligger i departementet Departamento de Comayagua, i den västra delen av landet, 80 km nordväst om huvudstaden Tegucigalpa. Antalet invånare är 20 613. Arean är 300 kvadratkilometer.
Terrängen i El Rosario är kuperad åt nordost, men åt sydväst är den bergig.